# كيويسكيوس
كيويسكيوس (بالفرنسية: Quesques)‏ هي بلدية تقع في إقليم باد كاليه من منطقة نور با دو كاليه في شمال فرنسا. تبلغ مساحة هذه المدينة 13.73 (كم²)، وترتفع عن سطح البحر 101 م، يبلغ عدد سكانها 581 نسمة حسب إحصاء المعهد الوطني للإحصاء والدراسات الاقتصادية سنة 2009 م. وترأس Paul Saint Maxent البلدية خلال فترة (2008-2014).